# 80984 Santomurakami
80984 Santomurakami este un asteroid din centura principală de asteroizi.

## Descriere
80984 Santomurakami este un asteroid din centura principală de asteroizi. A fost descoperit pe 6 martie 2000 la Kuma Kogen de Akimasa Nakamura. Asteroidul prezintă o orbită caracterizată de o semiaxă mare de 2,39 ua, o excentricitate de 0,14 și o înclinație de 7,1° în raport cu ecliptica.